# Les Cadavres
Cet article possède un paronyme, voir Cadavres.
Les Cadavres est un groupe de punk français, originaire de Paris. Leur étiquette de punk messin visait uniquement à se différencier dans la scène du punk alternatif française jugée trop festive. Les Cadavres, aux côtés de leurs pairs Parabellum, les Bérurier Noir,  Panik Ltdc .  Les Rats, incarnent le mouvement punk des années 1980 en France.

## Biographie

### Débuts (1979–1984)
Le groupe est formé en 1979 à Paris. La formation originale comprend Vérole au chant, Krapo et Christophe aux guitares, Gil à la batterie, et de Magouille à la basse. Un premier split intitulé Rien n'a changé, est enregistré avec le groupe Vatican, et publié en 1982 au label Faites Le Vous-Même (FLVM). À cette période, ils participent également à plusieurs compilations et enregistrent plusieurs 45 tours ou EP. 
Cinq ans après leur création, en 1984, Les Cadavres publient leur premier album studio, Le Temps passe, le souvenir reste, au label New Wave Records. Ils jouent la même année, au concert d'adieu de Lucrate Milk. Après une période instable et de multiples changements de formation (1979-1984), parsemée de galères, ils se séparent.

### Deuxième période (1986–1996)
Deux ans après leur séparation, Les Cadavres resurgissent en 1986. lantier reste seul survivant de la formation originale, et est rejoint par Manevy à la guitare, Jérôme à la basse, et Éric à la batterie. Cyril jouera à la deuxième guitare. Avec cette nouvelle formation, le groupe enregistre et publie un deuxième album studio, Aujourd'hui les roses, demain la mandragore. Suivent un troisième album studio, Les Salauds vont en enfer, en 1988, et un quatrième album, Existence saine, en 1989, les deux étant distribués par le label Forbidden Records.
Leur cinquième album studio, Le Bonheur c'est simple comme un coup de fil, est publié en 1991 et distribué par le label Bondage Records. Le 10 avril 1993, leur manager, Laulo (Laurence Colin), produit un concert au Bataclan, qui sera joué à guichet fermé, et restera mythique et où sera enregistré l'album live Paris sous la pluie. Titi remplace Éric à la batterie en novembre 1993. Cette même année, ils publient un nouvel album studio, intitulé L'Art de mourir. Les Cadavres se séparent en 1996 après leur album Autant en emporte le sang. Vérole reprend alors le chant dans le groupe Infraktion.

### Troisième période (2000–2009)
En 2000, Les Cadavres se reforment à quatre (Vérole, Cyril, Jérôme, Titi) pour quelques concerts célébrant les 20 ans du groupe. Ils prévoient même de sortir un nouvel album mais cela ne se fait finalement pas.  En 2001, Vérole participe à la création de Darling Genocide. Puis c'est la création d'€uroshima avec Lisa et Yann (guitariste des Sales Majestés). Un concept électro-punk mélangeant les styles tout en les rénovant.
Les Cadavres se reforment à cinq (Vérole, Jérôme, Manevy, Cyril et Titi) pour une tournée d'adieu en 2009 afin de marquer les 30 ans du groupe. Parallèlement, il aurait dû y avoir la réédition des deux premiers albums studio agrémentés de bonus sur Crash Disques. Ce projet semble au point mort. Par contre, le label Dirty Punk Records, sort Le bonheur c'est simple comme un coup de fil pour la première fois en 33 tours de couleur bleue, et L'art de mourir en couleur rose. La tournée 2009 ayant été filmée et plusieurs concerts enregistrés, Les Cadavres sortent un CD digipack live le lundi 20 septembre 2010. Il est enregistré à Nancy et se nomme La catastrophe n'est plus à venir... Elle est déjà là.... Un DVD est prévu par la suite, sans doute agrémenté de fonds de tiroirs archivistiques. 

### Quatrième période (depuis 2013)
En mars 2013, le groupe annonce son retour et un nouvel album de neuf titres. Plus tard, ils révèlent le titre, Au terminus de l'histoire.
Fin 2020 et courant 2021, Les Cadavres voient 7 albums réédités sur le label Archives de la zone mondiale en cd et vinyle.
En 2022 le groupe annonce qu'il se reformera exceptionnellement pour une nouvelle tournée en 2022 / 2023.

## Membres

### Membres actuels
- Philippe « Vérole » Legris - chant (depuis 1979)[10]
- Jérôme - basse (depuis 1986)
- Manevy - guitare (1986-1994, depuis 2009)
- Bertrand « Titi » - batterie (depuis 1993)
- Abdelou - guitare

### Anciens membres
- Gaël - guitare
- Erik - batterie (1986-1993)
- Krapo - guitare (1979-1984)
- Avenel - guitare
- Christophe - guitare (1979-1984)
- Gil - batterie (1979-1984)
- Ben - batterie
- Cyril - guitare (1986-1991)
- Magouille - basse (1979-1984)

## Discographie

### Albums studio
- 1984 : Le Temps passe, le souvenir reste (New Wave Records)
- 1987 : Aujourd'hui les roses, demain la mandragore (New Wave Records)
- 1988 : Les Salauds vont en enfer (Forbidden Records)
- 1989 : Existence saine (Forbidden Records)
- 1991 : Le Bonheur c'est simple comme un coup de fil (Houlala)
- 1993 : L'Art de mourir (Bondage Records)
- 1996 : Autant en emporte le sang (Bond'Age)

### Autres
- 1982 : Rien n'a changé (split avec Vatican ; limité à 2 000 copies)
- 1984 : Paris sous la pluie (album live au Bataclan, Paris, France, 10/04/1993)
- 1987 : Avez-vous des nouvelles de Lantier ? (EP) (New Wave Records)
- 1992 : Économise et crève (K7, limitée a 630 copies, sortie avec le fanzine Bakalao)
- 2000 : Cocktail lytique (compilation des titres sortis sur les premiers vinyles et sur les diverses compilations) (Bond'Age)
- 2010 : La Catastrophe n'est plus à venir.... elle est déjà là (album live enregistré à Nancy en mai 2009) (Existence Scène)
- 2013 : Au terminus de l'histoire (ensemble de trois 45 tours - ou un CD de 9 titres, sorti en mai 2013) (Dirty Punk Records, Guerilla Asso, Slow Death)